# Lampropholis colossus
Lampropholis colossus — вид сцинкоподібних ящірок родини сцинкових (Scincidae). Ендемік Австралії.

## Поширення і екологія
Lampropholis colossus мешкають в горах Бун'я на південному сході Квінсленду. Вони живуть у вологих дощових лісах.